# Zapicán
Zapicán – miasto w Urugwaju, w departamencie Lavalleja.